# 雷雨 (1984年电影)
《雷雨》，是1984年上映的一部电影，由孙道临執導兼编剧，并且亲自参演，该作根据曹禺的话剧《雷雨》进行改编。

## 電影內容
周朴园与女仆有了两个孩子，但是因为周朴园和女仆的身份差距很大，所以他们的恋情没有被家里人承认，最后家人们逼迫女仆带着这两个孩子中病重得孩子离开周家。并且在这之后，家人们让周朴园与贵族繁漪结婚。
然后又过了很多年，繁漪却和周朴园的儿子周萍发展成了恋人关系，不过周萍最后却和女仆四凤有了关系，于是繁漪决定找到四凤的母亲去说这件事，可是……

## 演员表
- 孙道临 饰 周朴园
- 顾永菲 饰 蘩漪
- 马晓伟 饰 周萍
- 张瑜 饰 四凤
- 秦怡 饰 鲁侍萍
- 梁同裕 饰 鲁大海
- 钟浩 饰 周冲
- 胡庆树 饰 鲁贵

## 职员表
- 导演:孙道临
- 音乐:吕其明、姚笛
- 摄影:罗从周、梅云熹、邱在耀、周宰元
- 剪辑:诸锦顺
- 美术:钱章雄 、林龙兴、林福增、彭文龙
- 服装:丁淑兰
- 化妆:周美华
- 制片管理:汤丽绚、沈儒梅
- 副导演:王洁、史久峰
- 音效:钱守一、苗振宇、冯德耀
- 现场特效:曹有光
- 其它:祝鸿生

## 備註
1. ↑  王鸣剑. . 2014年.
2. ↑  任嬿如. . 2017年.
3. ↑  . 2009年.
4. ↑  . 1999年.
5. ↑  . 2008年.

## 外部連結
- 豆瓣电影上《雷雨》的資料 （简体中文）
- 互联网电影数据库（IMDb）上《雷雨》的资料（英文）